# Megalogomphus cochinchinensis
Megalogomphus cochinchinensis är en trollsländeart som först beskrevs av Selys 1878.  Megalogomphus cochinchinensis ingår i släktet Megalogomphus och familjen flodtrollsländor. IUCN kategoriserar arten globalt som otillräckligt studerad. Inga underarter finns listade i Catalogue of Life.